# Burke (cratère)
Pour les articles homonymes, voir Burke.
Burke est un cratère d'impact présent sur la surface de Mercure. 
Le cratère fut ainsi nommé par l'Union astronomique internationale en 2015 en hommage à l'actrice américaine Billie Burke. 
Son diamètre est de 28,5 km. Il se situe dans le quadrangle de Borealis (quadrangle H-1) de Mercure. 